# Þorlákur Ketilsson
Þorlákur Ketilsson (Thorlakur, 1156 - 1240) fue un influyente caudillo medieval y sacerdote de Islandia en el siglo XIII. Era líder del clan familiar de los Haukdælir, hijo de Ketill Þorsteinsson. De una primera relación tuvo dos hijas: Þóra (n. 1177) y Þorbjörg (n. 1180); en 1199 se casó con Guðlaug Eyjólfsdóttir (n. 1162) y de esa relación nacieron tres hijos, Ketill Þorláksson (quien sería el último lögsögumaður de la Mancomunidad Islandesa independiente), Ingunn (n. 1202) y Steinunn (n. 1204). Fue el padre adoptivo de Aron Hjörleifsson. Þorlákur Ketilsson también se cita brevemente en la saga Þórðar hreðu.